# Вершешти (Њамц)
Вершешти (рум. Verșești) насеље је у Румунији у округу Њамц у општини Ђиров. Oпштина се налази на надморској висини од 355 m.

## Становништво
Према подацима из 2002. године у насељу је живело 325 становника, од којих су сви румунске националности.